# Guillaume Le Corbesier
Guilielmus Jacobus (Guillaume Jacques) Le Corbesier (Aarschot, 12 augustus 1773 - aldaar, 23 juli 1868 was een Belgisch notaris en politicus.

## Levensloop
Le Corbesier was notaris van beroep, een functie die hij uitoefende tot 1853. Daarnaast was hij burgemeester van Aarschot van 1834 tot 1849. Hij volgde in deze hoedanigheid Guillaume Daels op, zelf werd hij opgevolgd door Jean Van Ophem.
Zijn zoon Philippe werd eveneens notaris, ook trad hij in zijn vaders politieke voetsporen.